# Дедам (Ајова)
Дедам (енгл. Dedham) град је у америчкој савезној држави Ајова. По попису становништва из 2010. у њему је живело 266 становника.

## Демографија
Према попису становништва из 2010. у граду је живело 266 становника, што је -14 (-5.0%) становника више него 2000. године.
| Група             | 2000.       | 2010.       |
| Белци             | 277 (98,9%) | 265 (99,6%) |
| Афроамериканци    | 0 (0,0%)    | 0 (0,0%)    |
| Азијати           | 0 (0,0%)    | 0 (0,0%)    |
| Хиспаноамериканци | 3 (1,1%)    | 1 (0,4%)    |
| Укупно            | 280         | 266         |